# O Casal
O Casal é um filme brasileiro de 1975, do gênero drama, dirigido e financiado por Daniel Filho.

## Sinopse
É a história dos primeiros passos de um casal bem jovem. O amor dos dois é grande, assim como os obstáculos financeiros e uma inesperada gravidez.

## Elenco
- José Wilker .... Alfredo Giacometti
- Sônia Braga .... Maria Lúcia
- Antônio Pedro
- Rui Resende .... Melquíades
- Ida Gomes .... Mãe de Maria Lúcia
- Pedro Camargo .... Quieto
- Susana Vieira .... Cida
- Herval Rossano .... Doutor
- Flávio São Thiago
- Fábio Sabag
- Walter Avancini
- Betty Faria
- Ângela Leal
- Sérgio de Oliveira
- Moacyr Deriquém